# مارتین دیمیتروف (بازیکن فوتبال، زاده ۱۹۸۷)
مارتین دیمیتروف (بلغاری: Мартин Борисов Димитров؛ زادهٔ ۱۷ ژوئیهٔ ۱۹۸۷) بازیکن فوتبال اهل بلغارستان است.
از باشگاه‌هایی که در آن بازی کرده است می‌توان به باشگاه فوتبال لوکوموتیو صوفیه اشاره کرد.